# Marco Falcone
Marco Falcone (Catania, 5 gennaio 1971) è un politico italiano, da 16 luglio 2024 europarlamentare per Forza Italia.
Dal 2017 al 2024 è stato assessore alle infrastrutture e all'economia della Regione Siciliana rispettivamente nelle giunte Musumeci e Schifani.

## Biografia
Alle elezioni comunali in Sicilia del 1993 si candida a sindaco di Mirabella Imbaccari (Catania), per una lista civica, venendo eletto e diventando all'epoca il primo cittadino più giovane d'Italia a soli 22 anni. Falcone rimane alla guida del suo comune per due mandati, durante cui si candida per la prima volta all'Assemblea regionale siciliana (Ars) tra le file di Alleanza Nazionale, non venendo eletto.
Nel 2003, alle elezioni provinciali, è il più votato nel collegio del Calatino. L'allora presidente della provincia di Catania Raffaele Lombardo lo chiama a svolgere il ruolo di assessore alle Politiche del Territorio, incarico mantenuto sino al 2008.

### Deputato regionale
Aderisce al Popolo della Libertà, alle elezioni regionali in Sicilia del 2008 viene eletto per la prima di quattro volte deputato all'ARS. Alle regionali del 2012 viene riconfermato a Palazzo dei Normanni, diventando vicecapogruppo del PdL. Con la sospensione delle attività del partito e il rilancio di Forza Italia voluto da Silvio Berlusconi, Falcone aderisce al ricostituito movimento azzurro e ne diviene, nel 2014, il capogruppo a Palazzo dei Normanni, ponendosi all’opposizione del governo regionale guidato da Rosario Crocetta.

### Assessore della Regione Siciliana
Alle elezioni regionali del 2017 Falcone viene eletto per la terza volta all'ARS. Dal novembre 2017 al novembre 2022 ha ricoperto l'incarico di assessore regionale alle infrastrutture e alla mobilità nella Giunta Musumeci. Sotto il suo mandato, è iniziata la costruzione del secondo tronco dell'autostrada Siracusa-Gela, con l'apertura al traffico nel 2021 del tratto fra Rosolini e Ispica. Con la successiva elezione di Renato Schifani alla presidenza, viene nominato assessore regionale all'economia, incarico svolto fino a luglio 2024. Durante tale incarico, per la prima volta dopo più di vent'anni, la Sicilia ha evitato l'esercizio provvisorio, approvando nei tempi previsti la Legge di Stabilità regionale 2024.

### Eurodeputato
Nel marzo 2024 annuncia la sua candidatura alle elezioni europee, nella lista di Forza Italia per la circoscrizione Italia insulare, venendo poi eletto con oltre 100.000 preferenze. Falcone lascia gli incarichi politici a Palermo dopo sedici anni di attività parlamentare in Regione e più di sette anni da assessore. Il 16 luglio 2024 viene eletto all'unanimità vice capo delegazione di Forza Italia nel gruppo del Partito popolare europeo. È componente della Commissione per i problemi economici e monetari (ECON) e della Commissione per la pesca (PECH).